# Robert de Pinho de Souza
Robert De Pinho de Souza (Salvador, 27 februari 1981) - alias Robert - is een Braziliaans voormalig voetballer die bij voorkeur als aanvaller speelde.

## Carrière
Voordat Robert naar Europa vertrekt, speelt hij voor Coritiba en Botafogo FC. Dan zoekt hij het avontuur bij het Zwitserse Servette FC, waar hij het een half jaar volhoudt. In de winter van 2002 gaat Robert terug naar Brazilië om te spelen voor AD São Caetano. Een jaar later gaat Robert weer naar Europa, dit keer naar Spartak Moskou. Daar speelt Robert 8 wedstrijden, maar wordt in de tussentijd ook verhuurd aan het Japanse Kawasaki Frontale. In de zomer van 2003 gaat Robert naar Atlas Guadalajara uit Mexico. Daar speelt hij 2 seizoenen, genoeg om een transfer te verdienen naar PSV. Voor de derde keer vertrekt Robert naar Europa.
Eind januari 2005 komen de geruchten dat PSV geïnteresseerd is in Robert. Zijn toenmalige club, Atlas, bevestigt de transfer hoewel zij niet graag Robert zagen vertrekken. De transfer kon niet tegengehouden worden, omdat hij een clausule in zijn contract had staan waarbij Robert bij een Europese aanbieding weg mocht. Op 28 januari komt Robert naar Eindhoven om een 3 en een half jarig-contract te tekenen (met een optie voor nog één seizoen). Omdat Roberts werkvergunning nog niet binnen was, moest hij nog enkele dagen wachten op zijn debuut. Als hij dan speelgerechtigd is, komt er nog een probleem bij: hij heeft met te kleine schoenen getraind en daardoor een teenblessure opgelopen. Zijn debuut komt dan uiteindelijk op 3 maart in de bekerwedstrijd tegen TOP Oss. Daarin scoort Robert 3 keer, waaronder 1 strafschop. Een andere strafschop zou hem meteen tot held in Eindhoven bombarderen: in de kwartfinale van de UEFA Champions League tegen Olympique Lyonnais benut Robert de winnende penalty. Eind 2005, tijdens het naderen van de "korte" winterstop laat PSV blijken dat ze open staan voor een vertrek van Robert. Verschillende clubs dienen aan maar willen alleen huren. PSV houdt vast aan verkoop maar gaat later toch overstag als Betis Sevilla zich meldt en huurovereenkomst bereikt met PSV voor 1,5 jaar. Hiermee zou rond de €500.000 gemoeid zijn. Een terugkeer op de Nederlandse velden zou niet lang duren voor Robert aangezien Betis Sevilla de tegenstander was van AZ in de UEFA Cup. Op 4 april 2007 heeft Betis Sevilla de aanvaller definitief overgenomen van PSV voor 3,5 miljoen euro. Later vertrekt Robert transfervrij naar CF Monterrey (voetbalclub), waar hij 1 half seizoen voetbalde. Daarna keerde hij terug naar Brazilië en speelde een goed seizoen bij Palmeiras (voetbalclub). In 2009 speelde hij bij Ameríca (voetbalclub) in Mexico. Sinds december 2018 verliet hij zijn laatste club.

## Transferperikelen
In april 2005 komt een bericht in de Sportweek waarin staat dat Robert net zoals Jefferson Farfán eigendom is van Chelsea, en ook met hun geld is gekocht. Dit verhaal wordt ontkend door trainer Guus Hiddink. Volgens eerdere berichten zou Robert ongeveer 5 miljoen dollar hebben gekost, toentertijd ongeveer 3,5 miljoen euro.
De naam van Robert wordt in augustus 2005 genoemd als ruilobject bij de transfer van Arouna Koné. Als Koné naar PSV zou gaan, moest Roda JC een vervangende spits hebben en zag Robert als een potentieel kandidaat. PSV weigerde echter een verkoop dan wel verhuur van Robert. Arouna Koné zou daarna overigens wel op huurbasis naar PSV komen, waarna hij definitief werd overgenomen door PSV.
De transfer van Robert naar Betis Sevilla, na zijn verhuurperiode, is nooit afgerond. Betis claimt dat het Robert voor anderhalf seizoen gehuurd heeft in plaats van voor een half jaar. PSV heeft deze zaak aangekaart bij de FIFA en eind 2007 is hier nog geen uitspraak over gedaan.
2011
De vicevoorzitter van Betis heeft tijdens een persconferentie op vragen van de media laten weten dat de club vooralsnog niet zal overgaan tot het voldoen van de schuld aan PSV. De club bevindt zich in grote financiële problemen en richt zich volgens de vicevoorzitter eerst op het herstel van de club. Volgens de vicevoorzitter kan de FIFA besluiten Betis daarom uit te sluiten van internationale wedstrijden. Hij gaf daarbij aan als die sanctie er inderdaad komt, Betis pas zal betalen in het geval de club zich weer weet te plaatsen voor Europees voetbal.